# Olympische Winterspiele 1960/Eisschnelllauf – 1500 m (Frauen)
Die 1500 m im Eisschnelllauf der Frauen bei den Olympischen Winterspielen 1960 wurden am 21. Februar 1960 auf den Olympic Skating Rink ausgetragen. Olympiasiegerin wurde Lidija Skoblikowa aus der Sowjetunion mit einer Zeit von 2:25,2 Minuten. Die Silbermedaille gewann Elwira Seroczyńska, Bronze ging an Helena Pilejczyk aus Polen.

## Ergebnisse
| Rang | Paar | Bahn | Athletin            | Nation                    | Zeit (min) |
| ---- | ---- | ---- | ------------------- | ------------------------- | ---------- |
| 001  | 9    | I    | Lidija Skoblikowa   | Sowjetunion               | 2:25,2     |
| 002  | 7    | A    | Elwira Seroczyńska  | Polen                     | 2:25,7     |
| 003  | 9    | A    | Helena Pilejczyk    | Polen                     | 2:27,1     |
| 004  | 1    | I    | Klara Gussewa       | Sowjetunion               | 2:28,7     |
| 005  | 4    | I    | Walentina Stenina   | Sowjetunion               | 2:29,2     |
| 006  | 3    | A    | Iris Sihvonen       | Finnland                  | 2:29,7     |
| 007  | 6    | I    | Christina Scherling | Schweden                  | 2:31,5     |
| 008  | 8    | A    | Helga Haase         | Gesamtdeutsche Mannschaft | 2:31,7     |
| 009  | 2    | A    | Elsa Einarsson      | Schweden                  | 2:32,9     |
| 010  | 12   | A    | Fumie Hama          | Japan                     | 2:33,3     |
| 011  | 10   | I    | Jeanne Ashworth     | Vereinigte Staaten        | 2:33,7     |
| 012  | 8    | I    | Yoshiko Takano      | Japan                     | 2:34,0     |
| 013  | 6    | A    | Doreen Ryan         | Kanada                    | 2:34,5     |
| 014  | 4    | A    | Eevi Huttunen       | Finnland                  | 2:35,1     |
| 015  | 7    | I    | Jeanne Omelenchuk   | Vereinigte Staaten        | 2:36,4     |
| 016  | 1    | A    | Inge Görmer         | Gesamtdeutsche Mannschaft | 2:36,5     |
| 017  | 5    | A    | Françoise Lucas     | Frankreich                | 2:36,6     |
| 018  | 2    | I    | Barb Lockhart       | Vereinigte Staaten        | 2:37,0     |
| 019  | 3    | I    | Hatsue Takamizawa   | Japan                     | 2:43,7     |
| 020  | 11   | A    | Peggy Robb          | Kanada                    | 2:48,6     |
| 021  | 11   | I    | Kim Gyeong-hoe      | Südkorea                  | 2:48,6     |
| 022  | 10   | A    | Gisela Toews        | Gesamtdeutsche Mannschaft | 2:51,1     |
| 023  | 5    | I    | Han Hye-ja          | Südkorea                  | 2:55,6     |